# Asa Kascher

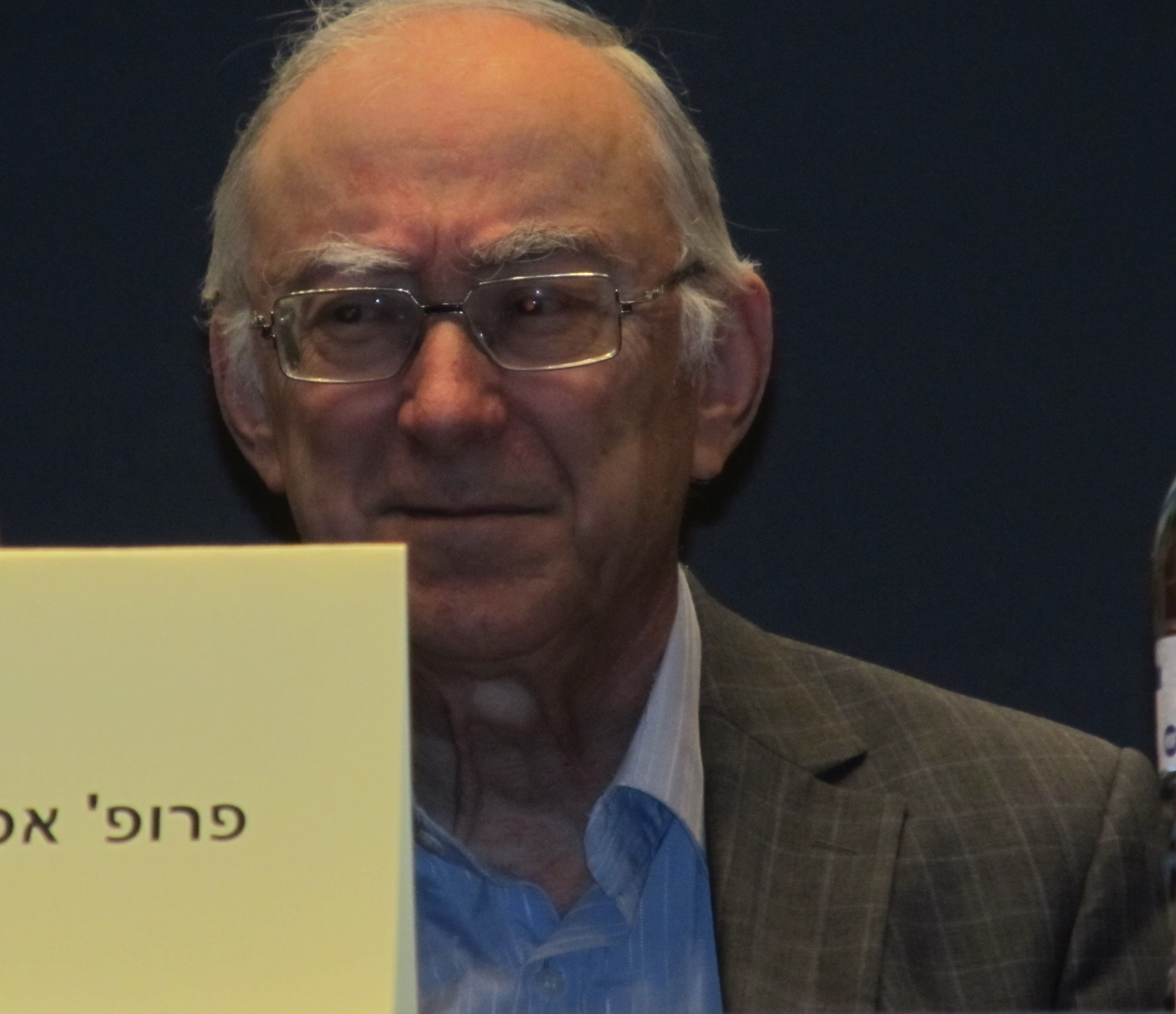
Asa Kasher

Asa Kascher (hebräisch אסא כשר; * 6. Juni 1940 in Jerusalem) ist ein israelischer Philosoph und Linguist an der Universität Tel Aviv, wo er Professor ist.
1997 erhielt er den Yitzhak-Sadeh-Preis. Im Jahre 2000 wurde er mit dem Israel-Preis für Philosophie ausgezeichnet.
Laut Egmont R. Koch gilt Kasher als „Hausphilosoph“ der israelischen Armee.